# 瑟塔亚布达农村居民点
瑟塔亚布达农村居民点（俄语：Сытобудское сельское поселение）是俄罗斯联邦布良斯克州克利莫沃区所属的一个农村居民点。其下辖有4个居民点，行政中心为瑟塔亚布达。据2015年统计，该农村居民点的人口为735人。